# Suvaja (gmina Varvarin)
Suvaja (cyr. Суваја) – wieś w Serbii, w okręgu rasińskim, w gminie Varvarin. W 2011 roku liczyła 105 mieszkańców.